# 茅沼炭鉱軌道
茅沼炭鉱軌道（かやぬまたんこうきどう）は、かつて北海道後志支庁管内古宇郡泊村の茅沼炭鉱で運行されていた鉱山鉄道である。後に索道を経由する日本国有鉄道（国鉄）岩内線岩内駅までの茅沼炭鉱専用鉄道が運行されたが、敷設ルートは全く異なる。
茅沼炭鉱軌道は日本で最初の鉄道といわれている。しかしながら鉄道＝旅客鉄道という前提があるため、人を乗せることを主目的としない茅沼炭鉱軌道は日本初の鉄道とみなされないのが一般的で、1872年に開通した新橋横浜間が日本最初の鉄道とされている。

## 茅沼炭鉱軌道

### 建設の経緯
1856年（安政3年）、茅沼にて石炭が偶然発見された。開港まもない箱館にとって、欧米の蒸気船用の石炭の確保は重要であった。直ちに箱館奉行所は茅沼にて石炭の調査を開始する。
1864年（元治元年）、箱館奉行所はアメリカ人技師を招き、茅沼炭鉱の採掘を開始した。そのような中、鶴嘴ともっこといった人力による採掘運搬を見て、イギリス人技師エラスムス・ガウワーが、効率化のために鉄道（トロッコ）の建設を提案する。1866年（慶応2年）には測量が開始され、建設が始まる。しかし、1868年（明治元年）からの戊辰戦争の影響により建設は中止される。やがて建設は江戸幕府から明治政府に受け継がれ、1869年（明治2年）に開通する。1868年9月に現地を訪れたイギリス外交官アーネスト・サトウは、海岸から渓谷まで2マイルに枕木とその上の木製レールが敷かれていたと書き残している。

### 日本最初の鉄道の状態
開業したのは、茅沼炭鉱坑口 - 茅沼港（積み出し港）間の2.8 km。鉄道とはいっても、仮設軌道やトロッコに近い。記録によれば、枕木は約150 mm×150 mm×1,500 mmの角材を用い、約900 mm間隔で並べていた。レールは枕木と同じ寸法の角材に、補強用の幅15 mmの鉄板を取り付けたものを使用していた。軌間（レールの間隔）は約1,050 mm（3尺5寸）であった。
貨車（トロッコ）は大型と小型のものがあった。茅沼炭鉱坑口から積み出し港までは緩やかな傾斜であることを利用し、茅沼炭鉱坑口→積み出し港は、貨車の重さを利用して坂を下らせた。速度制御のため、人が1名乗車していたという。積み出し港から茅沼炭鉱坑口へは牛、馬の力、場合によっては人力で動かしたという。小型貨車は、茅沼炭鉱坑口に滑車を設置し、2台の貨車を長いロープで繋ぎ、井戸の釣瓶のように2台を交互に動かす方法をとっていたという。これは日本最初期のインクラインである。貨車は4トン積めた。廃藩置県前、北海道の分領支配で米沢藩が同地を任されており、馬廻組の山田民弥（たみや）と絵図方の浜崎八百寿（はまざきやおす）が1870年（明治3年）3月上旬に滞在。山田の『恵曽谷日誌』には、浜崎の描いた絵入りでこの様子が記録されている。

### 軌道整備
開拓長官であった黒田清隆は停滞していた北海道開拓を促進するため、幌内炭鉱の開発と茅沼炭鉱の整備を行うための予算を政府に上申し、1878年（明治11年）5月に裁可された。この予算の茅沼炭鉱関係の内容は「輪車路改築」と「渋井築港」の2点であったが、渋井は港に適さなかったため後に茅沼築港に改められている。1881年（明治14年）に完工したこの整備工事によりレールが鉄製に置き換えられた。

## 茅沼炭鉱専用鉄道
| 年度 | 生産量 |
| ---- | ------ |
| 1950 | 93     |
| 1955 | 124    |
| 1960 | 167    |
| 1965 | 25     |

- 単位1000トン

茅沼港は港が小さいため大型船が接岸できず、艀荷役により岩内港へ石炭を運んでいた。沢口汽船から鉱区を買い取った茅沼炭礦株式会社（後に茅沼炭化礦業と改称）は岩内港まで索道を設け、茅沼炭鉱軌道を廃止して効率化を図った。しかしながら、冬期間には海の湿気を含んだ風雪によって海沿いの滑車やロープが凍結して運行が停滞することが頻繁であった。このため、これを軌道化することが早くから求められたが、第二次世界大戦後になって炭鉱に近い平野部の発足（はつたり）に貨物駅を設けて岩内駅から専用鉄道を敷設し、選炭場から発足駅までは索道で搬出する形に切り替えられた。

この山側に残った索道については、1948年（昭和23年）7月から、選炭場から発足駅近傍まで隧道を掘削して、駅から隧道出口まで側線を延伸するという切り替え工事に着手したが、進捗の遅れと会社経営悪化により、当初の竣工予定年であった1950年（昭和25年）になって工事半ばで中止された。

## 歴史
- 1869年（明治2年） - 茅沼炭鉱軌道 坑口 - 茅沼港間が開通。人力および牛力による運用。
- 1881年（明治14年） - レールを鉄製に交換。軌間を762mmに変更。
- 1884年（明治17年） - 茅沼炭鉱が民間に払い下げ。
- 1927年（昭和2年） - 沢口汽船鉱業株式会社[6]茅沼鉱業所により蒸気化。新潟より機関車2台購入。
- 1930年（昭和5年）3月21日 - 茅沼炭礦株式会社[7]に事業を継承。
- 1931年（昭和6年）
  - 11月27日 - 茅沼炭礦株式会社により選炭場 - 岩内港[8]間（約10km）に索道が完成。
  - 同月同日 - 茅沼炭鉱軌道が廃止。
- 1940年（昭和15年）8月15日 - 茅沼炭化礦業株式会社に社名変更。
- 1946年（昭和21年）
  - 10月27日 - 茅沼炭化礦業株式会社により、軌間1,067mmの茅沼炭鉱専用鉄道 発足 - 岩内間(6.3km)が開通。
  - 同月同日 - 選炭場 - 岩内港間の索道を廃止し、選炭場 - 発足駅構内ホッパー間のルート（約4.5km）に変更。
- 1962年（昭和37年）
  - 10月12日 - 台風の影響で堀株川（ほりかっぷがわ）の鉄橋が崩壊[9]。
  - 11月12日 - 茅沼炭鉱専用鉄道線が廃止。
- 1964年（昭和39年）8月30日 - 茅沼炭鉱閉山。

## 車両

### 蒸気機関車
- C1 - 30トンCタンク機関車（1942年立山重工業製）
- 8100形（8111, 8119） - 1951年（昭和26年）に国鉄から譲受。1963年（昭和38年）に無蓋貨車10両と共に寿都鉄道に譲渡。

- 1948年（昭和23年）時点で、機関車8100形、機関車C15形、貨車10両保有（C15形については自重30t牽引力100tとのみ記載され正体不明）[10]。
- 1956年（昭和31年）時点で、機関車2台、客車2両、貨車15両保有[11]。

### 客車
木製2軸車
- ハフ1 - 1921年日本車輌製。履歴は富士身延鉄道ハユニ2→クユニ2→胆振縦貫鉄道ユニ2（1940年）→日鉄鉱業ユニ2（1944年）→茅沼ユニ2（1949年）→ハ1（1952年）→ハフ1
- ハ2 - 1913年天野工場製。履歴は富士身延鉄道ハ1→胆振縦貫鉄道ハ1（1940年）→日鉄鉱業ハ1（1944年）→茅沼ハ2（1948年）

木製ボギー車
- ナハフ1 - 国鉄ナニ6311（1908年日本車輌製造製）を購入。ロングシートを設置したが、外観は荷物車そのままで使用していた。履歴は横浜鉄道ハボ2→国鉄フホハ8461→フホハ7881→ホハユニ18311→ホハユニ3611→ナニ6311→茅沼ナハフ2865→ナハフ1

### 貨車
- ワ1-5 1949年に国鉄より払下げ。竣功は1951年。
- ト1-2
- トム1-10 1944年立山重工業製。1963年、寿都鉄道に譲渡。
- キ1 1913年大宮工場製前国鉄キ35

福井鉄道トム11-13（廃車済み）の前歴は茅沼炭化工業トム11-13（1946年立山重工業製）となっているが入線した記録が無い。